# Aicha Fall
Aicha Fall (عيشه بلال•فال) (Nouakchott, 31 december 1993) is een atlete uit Mauritanië.
In 2010 liep Fall de 1000 meter op de Olympische Jeugdzomerspelen.
Op de Olympische Zomerspelen 2012 nam Fall deel aan de 800 meter.
- World Athletics: 14431578